# Tortoise
Tortoise je američki muzički sastav iz Čikaga, fomiran 1990. godine.
Muzika benda je uglavnom instrumentalna. Članovi grupe su ranije svirali u raznim indi rok i pank grupama iz Čikaga. Tortoise spada u prve američke indi rok grupe na koje su uticali kraut-rok, dab, minimalizam, elektronika i džez, za razliku od dotadašnjih indi rok bendova na koje je uglavnom uticala rok i pank muzika.
Neki smatraju da Tortoise spada u najvažnije bendove post-roka i da je predvodio u popularizovanju žanra, dok drugi smatraju da je njihova muzika zapravo progresivni rok.

## Diskografija
- Tortoise (1994)
- Rhythms, Resolutions & Clusters (1995)
- Millions Now Living Will Never Die (1996)
- TNT (1998)
- In the Fishtank 5 (1999)
- Standards (2001)
- It's All Around You (2004)
- The Brave and the Bold (2006)
- A Lazarus Taxon (2006)
- Beacons of Ancestorship (2009)
- The Catastrophist (2016)

## Spoljašnje veze
- Zvanična prezentacija (језик: енглески)
- Biografija benda (језик: енглески)